# The Stranger (film 1913)
The Stranger è un cortometraggio muto del 1913. Il nome del regista non viene riportato.

## Produzione
Il film fu prodotto dall'Independent Moving Pictures Co. of America (IMP).

## Distribuzione
Il film uscì nelle sale cinematografiche USA il 28 luglio 1913, distribuito dall'Universal Film Manufacturing Company.